# Shen Kuo
Shen Kuo sau Shen Gua (în chineză: 沈括) (n. 1031 la Hangzhou, Zhejiang –1095 la Zhenjiang, Jiangsu) a fost un savant enciclopedist chinez și om de stat din perioada dinastiei Song.
S-a manifestat în multe domenii: matematică, astronomie, meteorologie, geologie, zoologie, botanică, farmacologie, agronomie, arheologie, etnografie, cartografie.
De asemenea, pe lângă diverse funcții oficiale, ministru de finanțe, consilier, inspector de stat, a fost și poet, muzician și inventator.
Realizările sale au fost apreciate de sinologi ca Joseph Needham și Nathan Sivin.
A fost comparat cu alți mari savanți multidisciplinari, precum: Su Song, Leibniz și Lomonosov.

## Contribuții științifice

### Geografie
A întocmit un atlas al Chinei cu 23 de hărți detaliate, la o scară de 1:900.000.
Mai mult, a creat o hartă tridimensională a reliefului utilizând materiale organice ca: ceară, rumeguș, lemn și cocă.

### Farmacologie
A scris despre dificultățile stabilirii diagnosticului și terapiei și a descris o serie de plante farmaceutice, modul de cultivare al acestora, precum și efectele curative.

### Construcții
În domeniul hidrotehnicii, a descris construcția docului uscat.
În ceea ce privește arhitectura, s-a ocupat și de proporțiile care trebuie să existe pentru estetica construcțiilor.

### Anatomie
Shen Kuo a acordat un interes deosebit anatomiei umane.
A efectuat disecția unei persoane executate pentru a studia venele și arterele, precum și organele interne.
A considerat că laringele reprezintă calea de acces a energiei vitale qi.
Cercetările sale au promovat utilizarea autopsiei și progresul medicinei legale în China.

### Matematică
Shen Kuo stăpânea geometria trigonometria.
A găsit modalități de a exprima numere foarte mari, cam de ordinul 1043.
Utilizând permutările, a stabilit numărul de configurații posibile la jocul go.

### Optică
Dacă lui Alhazen i se atribuie primele experiențe cu camera obscură, Shen Kuo este primul care o descrie cantitativ, din punct de vedere geometric.

### Busola
Deși acul magnetic era de mai mult timp în urmă utilizat pentru orientare în navigație, Shen Kuo este primul care descrie conceptul de nord real.
De asemenea, marele învățat este preocupat de stabilirea exactă a poziției meridianelor.

### Arheologie
Shen Kuo abordează acest domeniu cu aceeași interdisciplinaritate pe care o utilizează în celelalte domenii.
De exemplu, bazat pe cunoștințele sale din domeniul metalurgiei, descrie modul cum au fost făurite armele și uneltele din vechime.
Este interesat și de restaurarea vechilor tehnologii și instrumente de măsură.
Studiind modul de țintire pentru un arc, realizează un dispozitiv cu care putea afla înălțimea unor puncte inaccesibile (cum ar fi vârful unui munte) și având la bază o metodă precursoare triangulației de azi.

## Legături externe
- en  Scrieri la Project Gutenberg
- en  Biografie la MacTutor